# Ninetis namibiae
Espèce
Ninetis namibiae est une espèce d'araignées aranéomorphes de la famille des Pholcidae.

## Distribution
Cette espèce est endémique de Namibie.

## Description
Le mâle holotype mesure 1,25 mm.

## Étymologie
Son nom d'espèce lui a été donné en référence au lieu de sa découverte, la Namibie.

## Publication originale
- Huber, 2000 : New World pholcid spiders (Araneae: Pholcidae): A revision at generic level.Bulletin of the American Museum of Natural History, no 254, p. 1-348 (texte intégral).